# بهشت أباد (دلغان)
بهشت أباد (بالفارسية: بهشت‌آباد) هي منطقة سكنية تقع في سيستان وبلوتشستان في إيران. يقدر عدد سكانها بـ 61 نسمة .